# Равула Едески
Свети Равула Едески (око 350 – 7. августа 435/436) је био епископ града Едесе 411/412–435. Учесник богословских расправа Трећег васељенског сабора.

## Ране године
Рођен је у сиријском граду Кинашрин, у породици оца пагана и мајке хришћанке. Према Сиријском житију светог Равула, његов отац је учествовао у жртвовању које је организовао цар Јулијан Отпадник током свог боравка у Антиохији. Примио је хришћанство под утицајем Јевсевија, епископа града Кинешрина, око 400. године. Године 411. постао је епископ града Едесе.

## Активности у Едеси
Период његовог епископата обележен је борбом против богатства цркве, систематизацијом правила монашког живота, као и развојем преводилачке делатности у Персијској школи, која се у то време налазила у Едеси. Равула је неко време предавао у овој школи.
Равула је аутор три кратке расправе за свештенике и монахе. Од његових 46 писама, сачувани су фрагменти написани на грчком. Већина писама која су преживела до данас упућена је Кирилу Александријском.
Помиње се у сиријској верзији живота „Човека Божијег“, познатијег у грчким верзијама као Алексије, човек Божији. Према сиријском тексту, за време епископа Равуле  умро је Божији човек и касније је прослављен.
Период његовог епископата везује се и за систематизацију низа хагиографских текстова сиријског хришћанства: Адајско учење, а такође, вероватно, и мучеништва Шарбила и Барсамија.

## Сукоби у контексту Трећег Васељенског Сабора
После сабора у Ефесу, Рабула је ушао у дуготрајан сукоб са ректором едешке школе Ивом из Едесе, који је, признајући осуду Несторија, био упорни противник осуде дела Теодора Мопсуестијског. Линија Кирила Александријског, која је победила на сабору у Ефесу, сматрала је Теодора Несторијевим учитељем и инспиратором несторијанске јереси, те је стога настојала да осуди његова дела, која су наишла на очајнички отпор локалне цркве и интелектуалаца. елиту, која је то видела као напад на саму антиохијску теолошку школу.
У периоду црквеног раскола који је почео на сабору у Ефесу и завршио се Унијом 433. године, Равула је подржавао Кирила Александријског, што га је довело у конфронтацију са већином епископа Источних епархије и њиховим вођом Јованом, епископ антиохијски. Потом је већина источних епископа кренула на помирење са Кирилом.

## Поштовање
Свети Равула из Едесе није укључен у садашње календаре Православне и Римокатоличке цркве. Међутим, у грчком Менаиону 9-12 века из збирке манастира Свете Катарине на Синају, испод 20. децембра постоји успомена на „Св. „Равула из Едесе (†436)”. Канон за његову службу написао је чувени византијски химнограф свети Јосиф Химнограф.